# Darlanne Fluegel
Darlanne Fluegel (Wilkes-Barre, 25 de noviembre de 1953 – Orlando, 15 de diciembre de 2017) fue una actriz y modelo estadounidense reconocida por su participación en series de televisión y películas en las décadas de 1980 y 1990.

## Biografía
Tras desempeñarse como modelo durante algunos años, Fluegel hizo su debut en un papel de reparto en la película de 1978 Eyes of Laura Mars. Su primer papel importante ocurrió en 1980 cuando interpretó el papel de Nanelia en la película de ciencia ficción Battle Beyond the Stars. A partir de entonces figuró en producciones para cine y televisión como Once Upon a Time in America, Bulletproof, Lock Up y Pet Sematary Two, además de participar en algunos episodios de series de televisión.
Diagnosticada con enfermedad de Alzheimer, Fluegel falleció en diciembre de 2017 a los sesenta y cuatro años.

## Filmografía

### Cine
| Año  | Título                       | Papel                          |
| ---- | ---------------------------- | ------------------------------ |
| 1978 | Eyes of Laura Mars           | Lulu                           |
| 1980 | Battle Beyond the Stars      | Nanelia                        |
| 1981 | The Animals' Warm Slumber    |                                |
| 1983 | The Last Fight               | Sally                          |
| 1984 | Once Upon a Time in America  | Eve                            |
| 1985 | To Live And Die In L.A.      | Ruth Lanier                    |
| 1986 | Running Scared               | Anna Costanzo                  |
| 1986 | Tough Guys                   | Skye                           |
| 1988 | Bulletproof                  | Devon Shepard                  |
| 1988 | Deadly Stranger              | Peggy Martin                   |
| 1988 | Freeway                      | Sarah 'Sunny' Harper           |
| 1989 | Lock Up                      | Melissa                        |
| 1990 | Fatal Sky                    | Phyllis 'Bird' McNamara        |
| 1992 | Pet Sematary Two             | Renee Hallow                   |
| 1993 | Slaughter of the Innocents   | Susan Broderick                |
| 1994 | Scanner Cop                  | Dra. Joan Alden                |
| 1994 | Breaking Point               | Dana Preston / Molly Carpenter |
| 1994 | Relative Fear                | Linda Pratman                  |
| 1996 | Darkman III: Die Darkman Die | Dra. Bridget Thorne            |

### Televisión
| Año       | Título                    | Papel           | Notas        |
| --------- | ------------------------- | --------------- | ------------ |
| 1984      | Concrete Beat             | Stephanie       | Telefilme    |
| 1985      | MacGyver                  | Barbara Spencer | 1 episodio   |
| 1986      | The Twilight Zone         | Madre           | 1 episodio   |
| 1986      | Alfred Hitchcock Presents | Zoe             | 1 episodio   |
| 1986–1987 | Crime Story               | Julie Torello   | 11 episodios |
| 1990      | Wiseguy                   | Lacey           | 5 episodios  |
| 1990–1991 | Hunter                    | Joanne Molenski | 12 episodios |
| 1994      | Come Die with Me          | Pat Chambers    | Telefilme    |